# St Catherine’s College (Oxford)
Das St Catherine’s College (auch bekannt als Catz) ist eines der konstituierenden Colleges der Universität Oxford in Oxford, England, und das jüngste College, an dem sowohl Bachelor- als auch postgraduierte Studenten unterrichtet werden. Die Wurzeln des College gehen auf das Jahr 1868 zurück, obwohl es selbst erst 1962 eröffnet wurde. Im Dezember 2017 hatte es 502 Bachelor- und 442 postgraduierte Studenten. Damit ist es das größte College der Universität Oxford, das Bachelorstudiengänge anbietet (das Kellogg College hat 1193 Studenten im Vergleich zu den 908 des St Catherine’s College, bietet aber nur postgraduale Studiengänge an).
Das College entwickelte sich aus der „Delegacy for Unattached Students“ der Universität Oxford und wurde 1962 von dem Historiker Alan Bullock gegründet, der später der erste Master des College und Vizekanzler der Universität wurde.

## Geschichte
Das College geht auf die mit Statut vom 11. Juni 1868 gegründeten Scholares Non Ascripti oder auch „Delegacy for Unattached Students“ zurück. Diese wurde 1852 im Rahmen einer Erweiterung der Universität auf Empfehlung einer Royal Commission gegründet und ermöglichte männlichen Studenten eine Oxfordausbildung, ohne die Kosten einer College-Mitgliedschaft tragen zu müssen. Das College feierte daher im akademischen Jahr 2018–2019 sein 150-jähriges Bestehen, zeitgleich mit dem „Continuum“-Ball 2018.
Die „Delegacy for Unattached Students“ wurde ursprünglich von zwei Censors geleitet, George Kitchin und George S. Ward, die für die Verwaltung und das Wohlergehen der Studenten verantwortlich waren. Im Oktober 1868 immatrikulierten sich neunzehn Studenten als Scholares Non Ascripti, deren Anzahl sich im Laufe des Jahres auf insgesamt 49 Studenten erhöhte. Bis 1914 immatrikulierten sich mehr als 4000 Männer als Studenten ohne Zugehörigkeit zu einem College. 1884 wurde die Delegation in „Delegacy for Non-Collegiate Students“ umbenannt. Aufgrund des Fehlens eines identifizierenden Namens für soziale und sportliche Zwecke verwendeten Gruppen innerhalb der Delegacy den Namen „St Catharine’s“, der einer Halle für Bootsclubtreffen an der Catte Street entnommen wurde. 1931 wurde die Delegacy offiziell in „St Catherine’s Society“ umbenannt, wobei die Schreibweise in „St Catherine’s“ geändert wurde. Dieser Name bezieht sich auch auf die heilige Katharina von Alexandrien, erkennbar auch im Wappen des College, das vier Räder zeigt, eines der Kennzeichen der hl. Katharina. Die Society entwickelte auf diese Weise Merkmale eines Colleges, weshalb sie 1956 beschloss, diese Statusänderung zu formalisieren, indem es die Genehmigung erhielt, sich in ein vollständiges College umzuwandeln.
Nach dem Erwerb von 8 Acres des Merton College in Oxford auf einem Teil der Holywell Great Meadow für 57.690 GBP wurden Gelder vom University Grants Committee angefordert, das sich ebenfalls bereiterklärte, 250.000 GBP für das Gebäude und zusätzliche Mittel bis zu 400.000 GBP für alle Einrichtungen bereitzustellen. Bis 1960 sammelte Sir Alan Bullock eine weitere Million Pfund mit der Unterstützung der Industriellen Sir Alan Wilson und Sir Hugh Beaver. Nach Gesamtausgaben von 2,5 Millionen Pfund wurde das College 1962 eröffnet. 1974 war St Catherine’s eines der ersten Colleges für Männer, das Frauen als Vollmitglieder aufnahm, gemeinsam mit Brasenose, Jesus, Hertford und Wadham Colleges.

## Gebäude

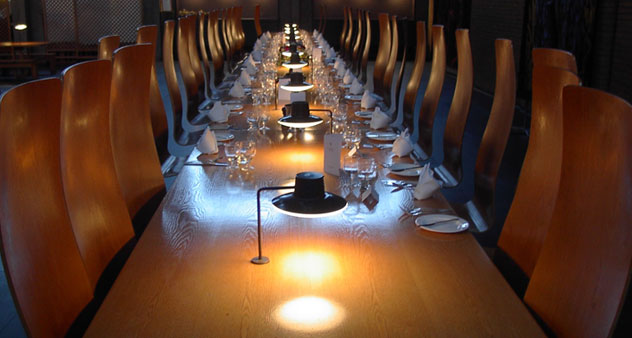
Jacobsens maßangefertigte Möbel und Beleuchtung in der Hall

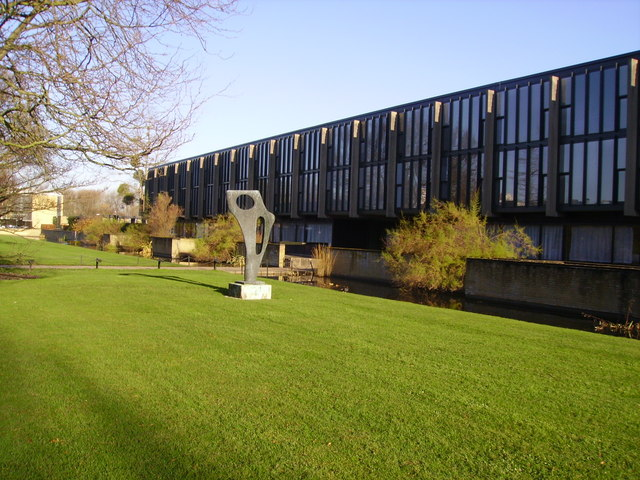
Studentenunterkunft

### Originalgebäude
Das College befindet sich östlich des Zentrums von Oxford am Ufer des River Cherwell. Die Gebäude aus Glas und Beton des dänischen Architekten Arne Jacobsen verbinden moderne Materialien mit einem traditionellen Grundriss um ein Geviert (englisch: quadrangle). Zu Jacobsens Gestaltung gehörten auch Besteck, Möbel und Lampenschirme. Der Speisesaal zeichnet sich durch seinen Cumberland-Schieferboden aus.
Die ursprünglichen Gebäude wurden 1993 unter Denkmalschutz gestellt. Jacobsens Pläne für das College enthielten keine Kapelle: Die St Cross Church an der Ecke der Manor Road und Longwall Street diente diesem Zweck bis zu ihrer Stilllegung im Jahr 2008. Das Weihnachtskonzert der St Catherine findet nun in der Kapelle des Harris Manchester College statt. Das College hat einen gut sichtbaren Glockenturm, da kein College-Gebäude mehr als drei Stockwerke hoch ist. Für die meisten Wohnblöcke war angeblich eine zusätzliche Etage geplant, die jedoch aufgrund von Vorschriften für das Bauen auf Sumpfgebieten aus dem endgültigen Entwurf entfernt wurde.
St Catherine’s verfügt über eine Reihe von Hörsälen und Seminarräumen, ein Musikhaus, zwei Computerräume für Studenten, ein kleines Fitnessstudio, Squashplätze, ein Bootshaus und einen der geräumigsten Gemeinschaftsräume in Oxford. Es befinden sich auch zusätzliche Konferenzeinrichtungen mit Hörsälen, Tagungsräume sowie Parkplätze für Nicht-Studenten auf dem Collegegelände. Der Speisesaal mit 350 Plätzen bietet die größte Kapazität aller Colleges in Oxford.
Die meisten Gebäude des St Catherine’s College sind mit Studentenzimmern und Büroräumen ausgestattet und haben einen direkten Zugang zu den Gevierten des College. St Catherine’s zeichnet eine minimalistische, eher strenge Umgebung aus, die dennoch komfortabel ist.

### Erweiterungen 1994 und 2004
In den Jahren 1994 und 2004 schloss das College den Bau der von Hodder and Partners entworfenen Studentenunterkünfte ab. Dies bedeutet, dass die meisten Studenten für die gesamte Dauer ihres Studiums auf dem Hauptgelände des College wohnen können. Zuvor mussten Bachelorstudenten das zweite Jahr außerhalb des Campus leben. Diese neuen Gebäude bilden effektiv ein zweites Geviert, das zwischen den akademischen Semestern hauptsächlich als Unterkunft für Konferenzen genutzt wird.

### Postgraduierten-Gebäude
Das Ainsworth Graduate Centre ist zu Ehren von Roger Ainsworth, dem früheren Master des College, benannt. Die Bauarbeiten begannen im Juli 2018 und werden voraussichtlich im Herbst 2020 abgeschlossen sein. Das Zentrum wird 78 Einzelzimmer mit eigenem Bad und einen neuen Gemeinschaftsraum umfassen. Diese entstehen zusätzlich zu den 42 Einzelzimmern mit Gemeinschaftsbad und Kochgelegenheit im St Catherine’s House, das sich außerhalb der Bath Street befindet.

## Studentisches Leben
Das St Catherine’s College ist eines der Colleges, das die meisten Bachelor- und postgraduierte Studenten aufnimmt: Für das akademische Jahr 2018-2019 nahm es 2015 postgraduierte Studenten auf. Das College kann Studenten für die gesamten drei Jahre ihres Studiums eine Unterkunft auf ihrem Campus anbieten.
Das College feiert seine Schutzpatronin jedes Jahr mit einem besonderen Abendessen, der „Catz Night“, an dem Junior- und Senior-Mitglieder des College teilnehmen. Alle drei Jahre veranstaltet das College auch einen Ball, normalerweise außerhalb des Campus, da dieser aufgrund von Versicherungsauflagen ungeeignet ist. St Catherine’s ist auch für seine Modernität bekannt. Beispielsweise wurde abgestimmt, dass Studenten nicht mehr aufstehen müssen, sobald der Master beim formellen Abendessen den Saal betritt, wobei die meisten Studenten diese Praxis immer noch aus Respekt fortsetzen.
Das College verfügt auch über verschiedene Sport- und Musik- und kulturelle Einrichtungen auf dem College-Gelände, darunter Squashplätze, ein Fitnessstudio, ein Punt House, ein Musikhaus und Theater. Es gibt auch mehrere Clubs und Societies, wie zum Beispiel die „Music Society“, Orchester, Chöre, eine „Dramatic Society“ und fächerspezifische Societies.
Der „Wallace Watson Award“ ist ein Reisestipendium, das jährlich an Studenten oder Gruppen von Studenten vergeben wird, um eine Expedition in eine abgelegene Region der Welt zu unternehmen.

### Akademische Reputation

St Catherine’s Position im Norrington Table seit 2006 bis 2016

Die Leistung des St Catherine’s College im „Norrington Table“ hat sich in den letzten Jahren verbessert. Im Jahr 2019 belegte das College mit einer Punktzahl von 77,93 % den 2. Platz. Im Jahr 2018 belegte das College mit 78,15 % den 3. Platz und stieg somit von seinem 26. Platz auf, den es im Jahr 2017 mit einer Punktzahl von 68,68 % erreichte.

### Rudersport
Der „St Catherine’s College Boat Club“ ist der Ruderclub des College. Die britischen olympischen Goldmedaillengewinner Sir Matthew Pinsent und Andrew Triggs Hodge sowie der Silbermedaillengewinner Colin Smith ruderten alle für das College.

## Bekannte Alumni (Auswahl)
- Benazir Bhutto
- J. Paul Getty
- Peter Mandelson
- Matthew Pinsent
- John Robert Vane

## Censors, Masters und Fellows

### Liste der Censors
Eine Liste der Censors der „Delegacy for Unattached Students“, der „Delegacy for Non-Collegiate Students“ und der St Catherine’s Society.
- 1868–1883: George William Kitchin
- 1868–1881: G.S. Ward
- 1883–1887: William Jackson
- 1888–1919: R.W.M. Pope
- 1919–1930: J.B. Baker
- 1930–1952: V.J.K. Brook
- 1952–1962: Alan Bullock

### Liste der Masters
- 1962–1981: Alan Bullock; erster Master
- 1981–1988: Patrick Nairne
- 1988–1994: Brian Smith
- 1994–2000: Raymond Plant, Baron Plant of Highfield
- 2000–2002: Sir Peter Williams
- 2002–2019: Roger Ainsworth
- 2019–2020: Peter Battle (pro-master)[23]
- seit 2020: Kersti Börjars[24]

### Liste der Christensen Fellows
Die Christensen Fellowship wird an angesehene akademische Besucher vergeben, die Mitglieder ihrer nationalen Akademie sind – äquivalent zur Royal Society und der British Academy in Großbritannien – oder voraussichtlich diesen Standard erreichen, wenn sie sich in einem früheren Stadium ihrer akademischen Karriere befinden.
- Söhnke M. Bartram
- Christoph Bode
- MacDonald P. Jackson
- John F. Helliwell
- Vijay Mishra
- Gjertrud Schnackenberg
- K. G. Subramanyan

## Galerie

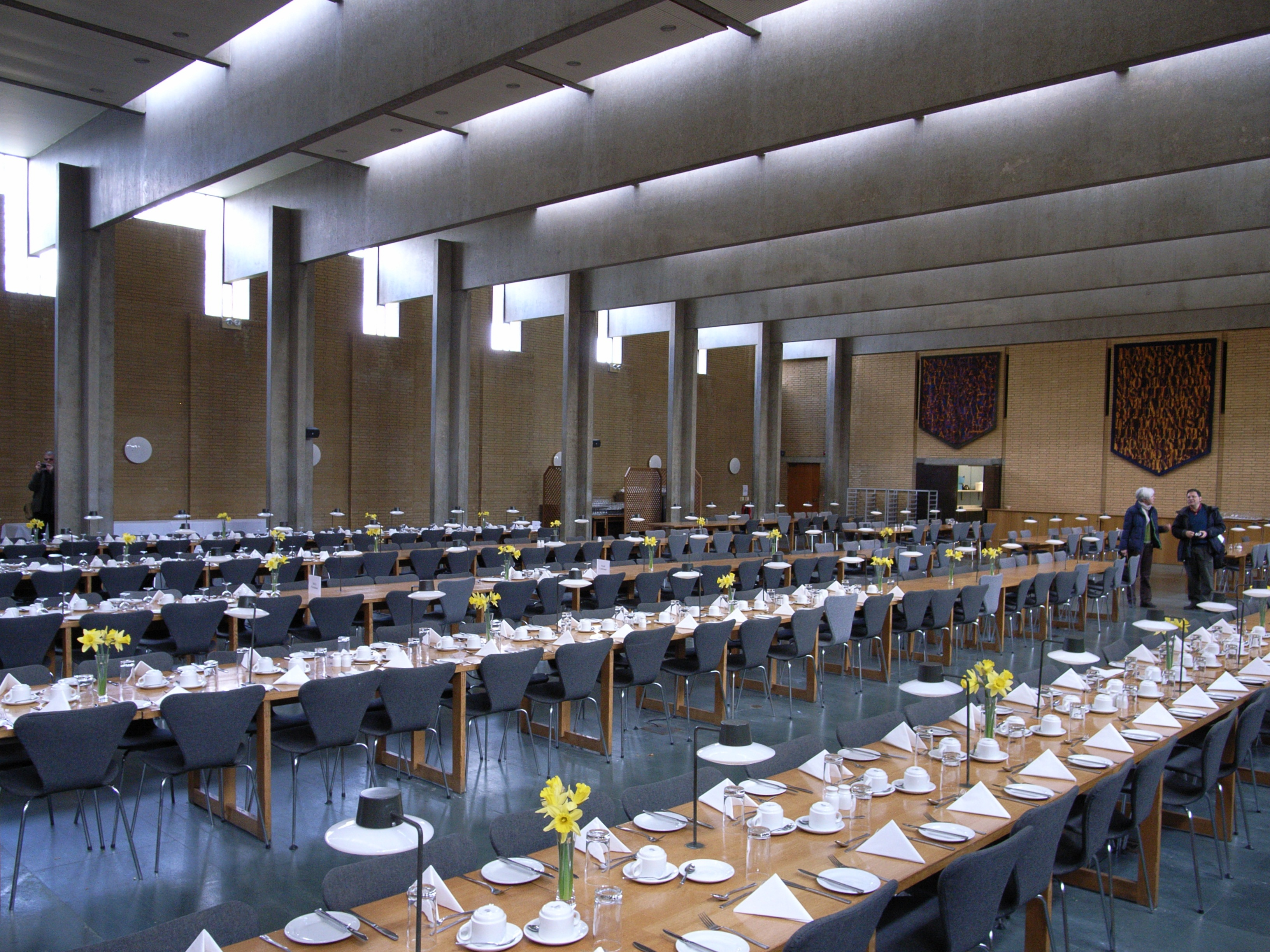
Speisesaal des College
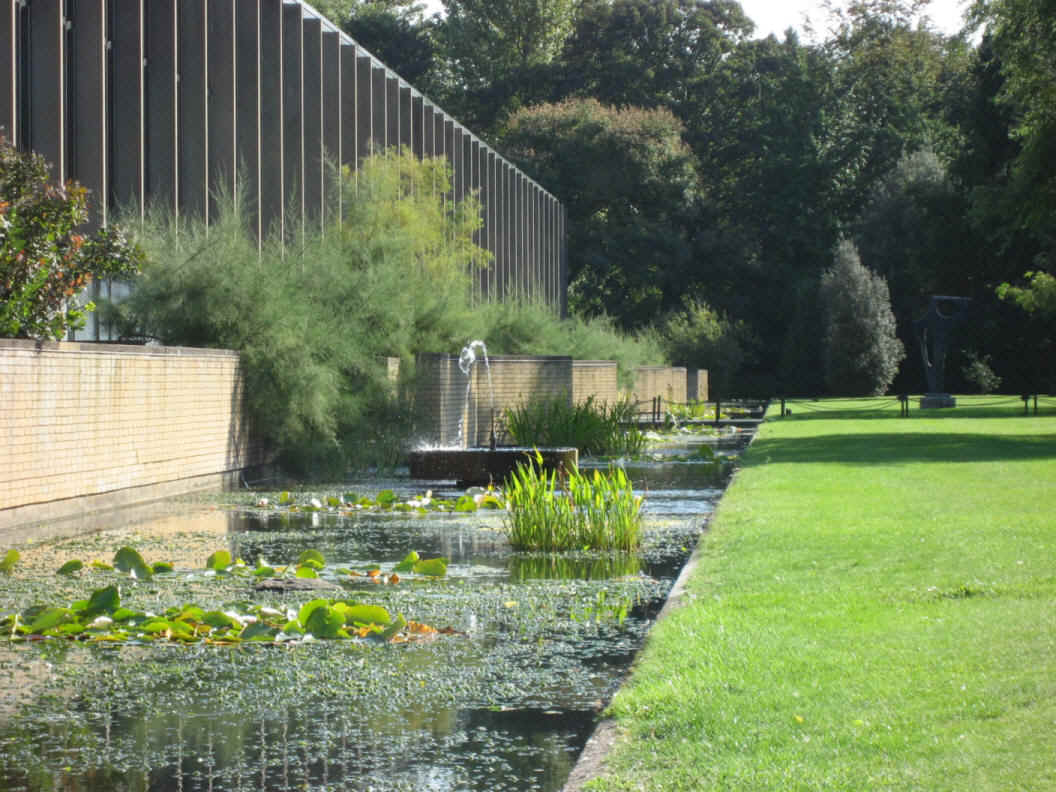
Ausblick auf den Wassergarten entlang der Westseite des Geländes in Richtung der kleinen Brücke
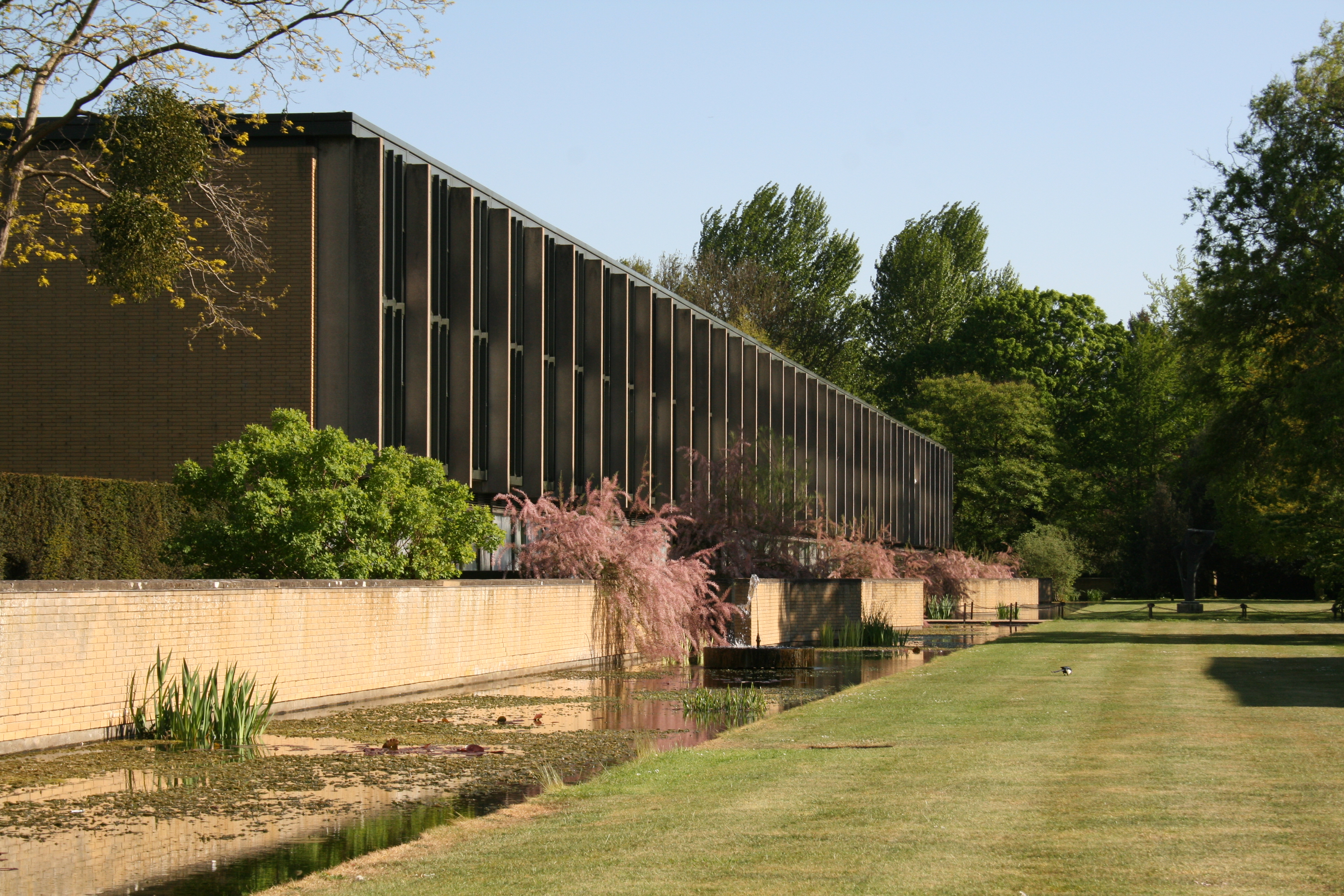
Ausblick auf die Westseitige Studentenunterkunft und den Wassergarten
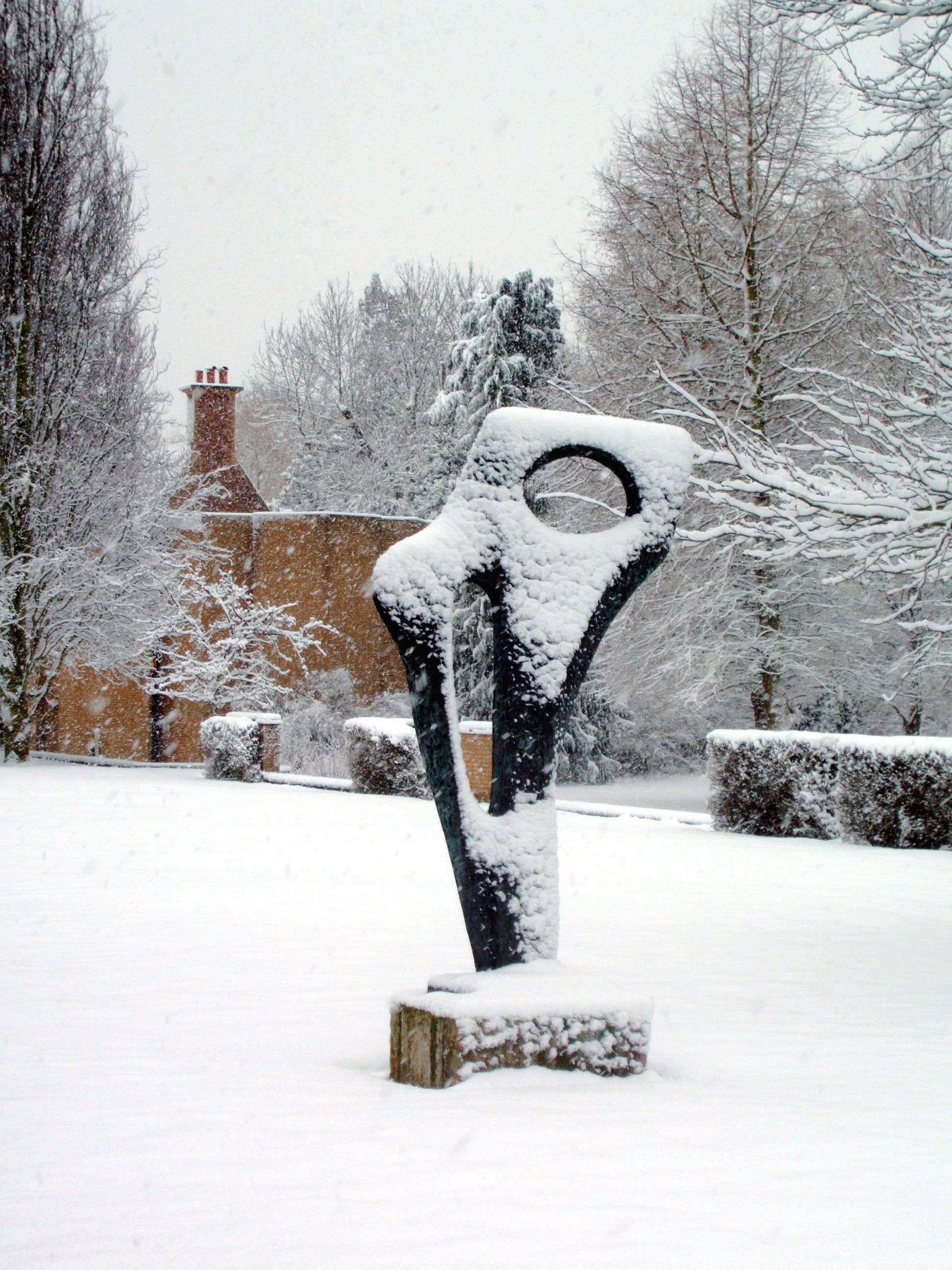
Statue vor der alten Portierloge „Achaean“ von Barbara Hepworth
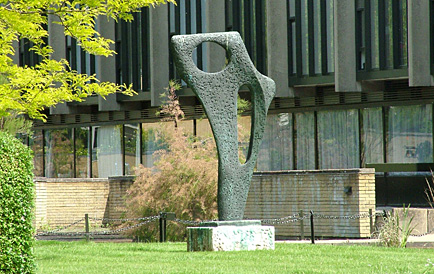
Barbara Hepworths „Achaean“ im St Catherine’s College in Oxford.